# Цинцадзе, Арчил Владимирович
Арчил Владимирович Цинцадзе (груз. არჩილ ვლადიმერის ძე ცინცაძე; род. 13 мая 1966, Тбилиси) — грузинский военачальник и дипломат.
Окончил Тбилисскую художественную академию (1989), по специальности архитектор. В 1992—1993 гг. командовал взводом во время вооружённого грузино-абхазского конфликта, участвовал в боевых действиях в Сухуми. Награждён медалями и орденами Грузии. Полковник запаса.
В дальнейшем на дипломатической работе. В 1999—2005 гг. занимал должность военного атташе в посольстве Грузии в США. Награждён орденом «Легион почёта».
В 2007 г. исполнял обязанности временного поверенного в делах Грузии в государстве Украина.
С мая 2012 года директор ООО «Делюкс-авто» (Украина, г. Киев).
Жена – украинский политик Климпуш-Цинцадзе, Иванна Орестовна.